# South America Pacific Link
South America Pacific Link (kurz: SAPL) ist ein geplantes oder im Bau befindliches Glasfaser- Seekabel, das Hawaii mit Nord- und Südamerika verbindet. Es soll im dritten Quartal 2020 in Betrieb genommen werden.
Projektbeteiligt sind Alcatel-Lucent und Ocean Networks Inc.
[veraltet]
Das 17.600 km lange Kabel soll  dabei Hawaii, Panama, Chile sowie Florida miteinander verbinden.

## Landepunkte
- Balboa, Panama
- Colón, Panama
- Jacksonville, USA
- Makaha, USA
- Valparaíso, Chile